# Bataille d'Athens (1864)
Guerre de Sécession
La bataille d'Athens s'est déroulée à Athens, Alabama (comté de Limestone) le 26 janvier 1864, lors de la guerre de Sécession. La force de l'Union est une compagnie commandée par le capitaine Emil Adams du 9th Illinois Mounted Infantry regiment (en). La force confédérée est le 1st Alabama Cavalry (en), sous les ordres du lieutenant colonel Moses W. Hannon (en).  
Le matin du 26 janvier 1864 vers 4 heures, 600 cavaliers confédérés attaquent Athens, qui est tenue par une force de l'Union de seulement 100 hommes. Même si les défenseurs de l'Union n'ont pas de fortifications et sont en infériorité numérique à un contre six, ils parviennent à repousser l'attaque confédérée et les obligent à retraiter après deux heures de combats.